# Аспромонте (планина)
Аспромонте (Aspromonte) е планински масив в провинция Реджо Калабрия в Южна Калабрия, Италия.
Намира се на Тиренско море и Йонийско море.
Най-високият връх е Монталто с височина от 1.955 м.
В тази област Джузепе Гарибалди е активен и получава названието re dell' Aspromonte (крал на Аспромонте).